# Euclidina cuspidea
Euclidina cuspidea är en fjärilsart som beskrevs av Jacob Hübner 1818. Euclidina cuspidea ingår i släktet Euclidina och familjen nattflyn. Inga underarter finns listade i Catalogue of Life.